# Как поживаете?
«Как поживаете?» (яп. 君たちはどう生きるか Кимитати ва до: икиру ка) — роман японского писателя Ёсино Гэндзабуро, опубликованный в 1937 году. Повествует о 15-летнем мальчике по имени Дзюнъити Хонда по прозвищу Коперу, его взрослении, духовном росте, бедности и человеческом опыте.

## Сюжет
Старшеклассник Дзюнъити Хонда, по прозвищу Коперу (от Николай Коперник) ходит в школу, играет с друзьями, мечтает о будущем. Он успешен в учёбе, спорте и популярен среди сверстников. Но вскоре умирает его отец, управляющий банком. Его мать, не в силах заботиться о сыне и доме, отправляет Коперу жить к дяде. Каждый день дядя оставляет племяннику записку. В ней он излагает свой взгляд на житейские и социальные вопросы, а также даёт советы, относительно проблем, с которыми Коперу сталкивается в школе. Таким образом роман даёт читателю сразу два взгляда на одни и те же события. Коперу обсуждает эти наставления и собственные соображения с друзьями. В этом общении раскрывается становление личности главного героя. В финальной сцене он пишет собственное письмо, обращённое к дяде. В нём он излагает своё представление и план на будущую жизнь. Роман завершается обращением автора к читателям: «Как вы живёте?».
Посредством главного персонажа Ёсино комментирует социальные проблемы Японии и свои соображения о природе человека, через призму юношеского взгляда.

## История создания и публикации
Черновик романа написал Юдзо Ямамото, для публикации в серии «Малая национальная библиотека Японии» (яп. 日本少国民文庫), редактором которой и был. Однако не смог завершить из-за сильной болезни. Гэндзабуро Ёсино завершил роман, и в книжном варианте он был опубликован в 1937 году. В таком виде на обложке были указаны оба писателя. После окончания Второй мировой войны Ёсино внёс некоторые изменения. Книгу переиздали в 1948 году, с указанием единственного автора.
Пересмотренное издание было опубликовано в книжной серии «Новая серия для юных граждан Японии» (Hepburn: Shimpen Nippon Shôkokumin Bunko) в 1956 году. Следующее, частично исправленное издание, включили в первый том полного собрания сочинений Ёсино Гэндзабуро (Hepburn: Junia Ban Yoshino Genzaburô Zenshû) в 1967 году.
В 2021 году роман был первый раз выпущен на английском языке издательством Algonquin Young Readers с предисловием Нила Геймана.

## Критика
Роман называют «пионером среди этической японской литературы для детей» и классикой японской литературы. Так Международный институт детской литературы в Осаке включил его в список из ста лучших книг для детей, написанных между 1848 и 1945 годами. В своём предисловии к английскому изданию, писатель Нил Гейман сравнил роман Ёсино с «Моби Диком». Утверждается, что за всё время роман был издан тиражом в 2,6 млн экземпляров, по другим сведениям — 1,8 миллиона.

## Адаптации

### Спектакль
В 1948 году театральный режиссёр Оки Наотаро поставил спектакль «Как поживаете? Коперу-кун и компания» (яп. 君たちはどう生きるか―コペル君とその仲間―; Hepburn: Kimitachi wa Dô Ikiruka: Koperu-Kun to Sono Nakama).

### Манга
В 2017 году мангака Сёити Хага (яп. 羽賀翔一) создал мангу, основанную на романе. Она была опубликована издательством Magazine House. Тираж составил около 2,1 млн экземпляров.

### Телепостановка
30-минутный телефильм. Премьера состоялась 5 мая 2018 года на телеканале TBS. Однако после выхода, старший сын Ёсино и его наследник, заявил о нарушении авторских прав. Конфликт был улажен во внесудебном порядке, однако, телепостановка больше не транслировалась.

### Экранизация
В 2023 году вышел одноимённый мультфильм от студии «Гибли», режиссёр — Хаяо Миядзаки. В фильме для главного героя большое значение имеет оригинальная книга Ёсино Гэндзабуро. Производство началось в 2016 году. Но режиссёр только позаимствовал название; таким образом роман не является определяющим для сюжета. Тем не менее, в связи с выходом мультфильма роман временно оказался в дефиците, издательству даже пришлось переиздать книгу. 20 июля 2023 года Iwanami Shoten объявила в своем официальном аккаунте в Твиттере, что общий тираж книги достиг 1,8 миллиона экземпляров, что сделало ее книгой номер один в истории издательства.

### Комментарии
1. ↑  Как журналист и руководитель издательства Ёсино Гэндзабуро выпускал статьи либерального толка, в связи с чем неоднократно сталкивался с противодействием со стороны традиционной общественности[1].